# Коровников, Игорь Олегович
Игорь Олегович Коровников (род. 15 августа 1964, Тамбов, Тамбовская область, РСФСР, СССР) — российский преступник, серийный убийца, насильник и грабитель, похититель, основатель банды, ответственной за совершение 9 убийств и 3 покушений на убийство на территории Тамбова и Москвы в период с 1997 по 1999 год.

## Биография

### Жизнь до убийств
Игорь Олегович Коровников родился 15 августа 1964 года в Тамбове. Окончил Тамбовский государственный университет, в котором познакомился с тремя будущими членами банды: Павлом Александровичем Поповым, Денисом Павловичем Эрбесом и Владимиром Николаевичем Кабанцом. Имел высшее образование, состоял в партии. Был женат. Занимался предпринимательской деятельностью. В 1996 году Коровников был судим по статье 117 УК РФ часть 3 «Изнасилование, совершенное группой лиц, или изнасилование несовершеннолетней» и в качестве уголовного наказания получил условный срок. Примерно в то же время Коровников начал вести криминальный образ жизнь, получил кличку «Гоша» и сколотил собственную банду, состоящую из своих бывших однокурсников, ныне предпринимателей, Кабанца, Попова и Эрбеса, а также Олега Чернецова.

### Убийства
В период с января 1997 по ноябрь 1998 года Коровников и члены его банды совершили 7 убийств и изнасилований молодых девушек. Их насиловали, затем убивали, забивали до смерти или душили, иногда трупы закапывались в тамбовских лесах, некоторые из жертв до ареста Игоря Коровникова и его банды официально считались пропавшими без вести.
15 января 1997 года Игорь Коровников, Павел Попов и Олег Чернецов проводили время с некой Еленой Мордовиной на базе отдыха в окрестностях Тамбова. Гулянка закончилась групповым изнасилованием и убийством. Молодые люди сказали милиционерам, что они отправили девушку домой на попутной машине.
13 октября 1998 года Игорь Коровников и Владимир Кабанец разъезжали по Тамбову на автомашине «BMW-320». Около 10 часов вечера они встретили на дороге голосующих семнадцатилетнюю Людмилу Геворкян, провожающую свою подругу Светлану Хаматдинову. Коровников с Кабанцом решили познакомиться с девушками, предложив им съездить в лес отдохнуть. Геворкян и Хаматдинова согласились, после чего бандиты завезли их в безлюдное место и склонили к половой связи. Кабанец уединился с Хаматдиновой, а Геворкян отказалась заниматься сексом с Коровниковым, и он изнасиловал её. Желая скрыть преступление, убийцы нанесли жертвам многочисленные удары руками и ногами, после чего Коровников достал два куска телефонного провода, и девушки были задушены. Их тела были закопаны в яме в лесополосе и засыпаны мусором, предварительно трупы были раздеты, деньги и украшения забраны.
17 октября того же года Коровников и Кабанец, катаясь в поисках жертвы на машине, около полуночи встретили на улице Советской стоявшую на обочине тринадцатилетнюю Наталью Трошину. Её также завезли в лес, где напоили, по очереди изнасиловали, избили и задушили телефонным проводом.
30 октября Коровников в составе группы лиц совершил убийство члена своей банды Олега Чернецова, которому он должен был большую сумму денег — около 20000 тысяч долларов. Не желая её отдавать, Коровников решил убить Чернецова, для чего привлёк Кабанца и других членов банды. Примерно в 8 вечера обманным путём бандиты вывезли Чернецова в лесной массив за городом, где Коровников начал душить его, а затем нанёс мужчине удары резиновой дубинкой и удар отвёрткой в ухо, в следствии чего Чернецов скончался. Труп был спрятан в лесу.
1 ноября Коровников и Кабанец на той же улице Советской встретили двух девушек, Марию Осипову и Наталью Кулагину. Их пригласили в Квартиру Коровникова, на что они дали согласие. После распития спиртных напитков, девушкам предложили вступить в половую связь, а после отказа изнасиловали и задушили проводами от обогревателя и утюга. Их обезображенные трупы были найдены в лесу 3 ноября.
В декабре 1998 — январе 1999 года Игорь Коровников и члены его банды дважды посещали Москву, где у Павелецкого вокзала велись переговоры с тамбовскими предпринимателями Сергеем Гориным и Алексеем Пешкуном. Горин и Пешкун предлагали Коровникову и его банде похитить и жестоко избить экс-советницу мэра Москвы Ольгу Костину. Коровников с сообщниками долго выслеживали женщину, однако она никогда не оставалась одна, и банда решила подорвать квартиру Костиной. Получив адрес её прописки, где на самом деле жили её родители, сама Костина жила в соседнем доме, бандиты изготовили самодельную взрывчатку с часовым механизмом и в два часа ночи 28 ноября 1998 года взорвали её у двери квартиры по адресу: Ферганская улица, дом 9, корпус 2, в Москве. Взрывная волна оказалась крайне слабой из-за некачественности бомбы: сдетонировала только её половина, и от взрыва пострадала лишь дверь и лестничная клетка. Неизвестно, какую цель преследовали бандиты: убить Костину, покалечить её или запугать. За это преступление Коровникову не заплатили, так как Костина не пострадала.
Зимой 1999 года Игорь Коровников, располагая информацией о богатстве коммерсанта Леонида Гольдберга, с которым он ранее имел дружеские отношения и занимался кондитерским бизнесом, но после судимости за изнасилование вступил с ним в конфликт, решил совершить на его квартиру вооружённый налёт, а самого Гольдберга и его жену Еву Зильберман убить. Коровников надеялся обнаружить в квартире ювелирные изделия и крупную сумму денег в рублях и валюте. Для ограбления и убийства он привлёк членов своей банды — Владимира Кабанца, Павла Попова и Дениса Эрбеса. 7 февраля бандиты осуществили задуманное. Сначала были похищены и убиты Леонид и Ева. Леонида убивали в недостроенном доме в дачном массиве за городом. Сначала связали руки ремнём, затем душили и нанесли удары кирпичом и топором по голове. Еву сначала избили, затем изнасиловали и заставили на диктофон произнести фразу «Дети, откройте мне дверь. Я иду из магазина», после чего сразу же задушили.
После убийства супругов преступники отправились грабить квартиру, позвонили в домофон и включили запись голоса Евы. Её 12-летний сын Семён Гольдберг открыл дверь. В квартире также находился его друг Андрей Редин. Бандиты избили детей и нанесли им около 40 ударов отвёрткой и заточкой, преимущественно в шею и голову. Мальчикам удалось выжить, они потеряли сознание, и их сочли за мёртвых. Убийцы разгромили и разграбили квартиру. После ухода бандитов Семёну, несмотря на полученные ранения, удалось встать и позвонить по домашнему телефону в скорую помощь, и вскоре дети были доставлены в больницу.

### Арест, следствие и суд
В больнице Семёну Гольдбергу и Андрею Редину оказали своевременную медицинскую помощь, и, несмотря на полученные ранения, им удалось выжить и дать первые показания. Вскоре в дачном посёлке за городом были найдены истерзанные трупы Гольдбергов. Местные жители рассказали оперативникам о том, что в день убийства у подъезда дома, где проживали Гольдберги, целый день простоял подозрительный автомобиль с четырьмя мужчинами внутри. Бдительные соседи запомнили его номер. Милиции не составило труда по автобазе выяснить владельца машины. Им оказался Игорь Олегович Коровников по кличке Гоша. Для расследования преступлений банды Коровникова была создана следственно-оперативная бригада. Оперативники не спешили задерживать главаря, решив для начала заняться его окружением. Разузнав о его сообщниках Павле Попове, Денисе Эрбесе и Владимире Кабанце, следователи задержали и допросили Кабанца. Он быстро раскололся и признался в убийстве Леонида Гольдберга, Евы Зильберман и покушении на убийство их сына Семёна и Андрея Редина, однако на этом рассказ бандита не закончился. Он поведал сыщикам об серийных убийствах и изнасилованиях девушек. В этих преступлениях даже не подозревали Коровникова и его банду.
Параллельно с признаниями Кабанца в апреле был задержан главарь и другие члены банды. Коровникова брал спецназ на окраине Тамбова. На допросах он признался и в убийстве Гольдбергов, и в шести убийствах молодых девушек, сопряжённых с изнасилованиями. На следственных экспериментах банда показала места захоронений своих жертв. Всего они убили 9 человек. Коровников, разозлившись на Кабанца из-за того, что он первый рассказал об преступлениях и активно сотрудничал со следствием, начал валить всю вину на него. Рассказывал, что именно Кабанец отличался особой жестокостью и лично совершал убийства, хотя было доказано, что большинство жертв были убито именно Коровниковым. Также Коровников поведал о своих поездках в Москву и о подрыве двери Ольги Костиной.
Следствие велось всего четыре месяца, и 28 июня 2000 состоялся суд. Игорь Коровников был приговорён к пожизненному заключению, Владимир Кабанец — к 22 годам тюрьмы, Денис Эрбес — к 17 годам, а Павел Попов — к 14 годам. Игорь Коровников был отправлен отбывать пожизненное лишение свободы в исправительную колонию особого режима № 5 «Вологодский пятак» на острове Огненный в Белозерском районе Вологодской области.

### В заключении
В мае 2003 года Игорь Коровников был этапирован из Вологодского пятака в следственный изолятор в московском районе Лефортово, с целью дать показания против бывшего главы отдела внутренней экономической безопасности в нефтяной компании «ЮКОС» Алексея Пичугина, приговорённого к пожизненному заключению за организацию похищения и убийства тамбовского бизнесмена Сергея Горина и его жены, тела которых так и не были найдены, а также ряда других заказных преступлений. Коровников стал главным свидетелем, утверждая, что Пичугин лично пытался заказать ему убийство Горина. Адвокаты Пичугина считают показания Коровникова вымышленными и утверждают, что ему просто надоело сидеть в колонии и он решил развлечься, придумав историю с Пичугиным.